# Le Thuit
Thuit – miejscowość i gmina we Francji, w regionie Normandia, w departamencie Eure. Przez miejscowość przepływa Sekwana. 
Według danych na rok 1990 gminę zamieszkiwało 81 osób, a gęstość zaludnienia wynosiła 27 osób/km² (wśród 1421 gmin Górnej Normandii Thuit plasuje się na 811. miejscu pod względem liczby ludności, natomiast pod względem powierzchni na miejscu 841.).